# Xavière Simeoni
Pour les articles homonymes, voir Simeoni.
Xavière Simeoni est est une magistrate française née le 25 novembre 1952 à Nîmes.
Elle est juge d'instruction au pôle financier du tribunal de grande instance de Paris.

## Carrière professionnelle
En juin 2006, elle remplace Dominique de Talancé dans l'instruction de l'affaire des frégates de Taïwan en co-saisine avec Renaud van Ruymbeke.
Le 12 avril 2009, elle est nommée chevalier de la Légion d'honneur.
Elle instruit le dossier des emplois fictifs de la mairie de Paris et, le 30 octobre 2009, signe l'ordonnance de renvoi devant le tribunal correctionnel de Paris de l'ancien président de la République Jacques Chirac pour détournement de fonds publics et abus de confiance.
Depuis 2009, elle est conseillère à la Cour d'appel de Paris, chargée notamment de la présidence de procès d'assises.
Depuis le 1er janvier 2016, Xavière Simeoni, première vice-présidente au tribunal de grande instance de Créteil, est nommée chef du Service central de prévention de la corruption (SCPC) .
En septembre 2018, elle préside le procès de l'affaire Clément Méric. Elle interrompt la plaidoirie d'un avocat de la défense après 45 minutes. Durant le procès, il a été autant question de leur engagement à l'extrême droite que de leurs actes.

## Décorations
- Officier de l'ordre national du Mérite Elle est directement promue au grade d'officier par décret du 2 mai 2017 pour ses 40 ans de services[6].
- Chevalier de la Légion d'honneur